# Bazylika Świętego Antoniego Padewskiego w Stambule
Bazylika Świętego Antoniego Padewskiego (tur. Sent Antuan Katolik Bazilika) – bazylika mniejsza i największy rzymskokatolicki kościół w Stambule, w Turcji. Jest siedzibą parafii i należy do wikariatu apostolskiego Stambułu. Mieści się w dzielnicy Beyoğlu, przy İstiklâl Caddesi (pol. Aleja Niepodległości).
Została wybudowana w latach 1906–1912 w stylu weneckiego neogotyku według projektu stambulskiego architekta Giulia Mongeriego. W kościele posługują włoscy kapłani, msze święte są odprawiane po włosku, polsku, angielsku i turecku. Przez 10 lat w bazylice modlił się Jan XXIII, kiedy pełnił funkcję nuncjusza apostolskiego w Turcji zanim konklawe wybrało go na papieża.